# Пламен Гетов
Пламен Цветанов Гетов (роден на 4 март 1959 г. в Сунгурларе, Бургаска област) е български футболист, атакуващ полузащитник и нападател.

## Кариера
Играл е като нападател за Спартак (Варна), Белослав, Спартак (Плевен), ЦСКА, Портимоненсе (Португалия), Етър (Велико Търново), Левски (София), Шумен и Черно море.
Шампион на България през 1993 с Левски, играл и през есента на шампионския сезон 1988/89 г. за ЦСКА. Обявен за най-добър и най-техничен играч през сезон 1992/1993 г. В А група има 286 мача и 165 гола (108 за Спартак (Плевен), 26 за Левски, 20 за Шумен, 8 за ЦСКА, 2 за Етър и 1 за Спартак (Варна)).
Специалитет са му изпълненията на свободни удари от всякакви разстояния. Голмайстор на първенството през 1985 г. (26 гола за Спартак (Плевен)) и през 1993 г. (26 гола за Левски).
В евротурнирите има 8 мача и 2 гола (4 мача и 1 гол за ЦСКА в КНК (когато „армейците“ достигнаха до полуфинал), 2 мача и 1 гол за Левски в КНК и 2 мача за Шумен в турнира за купата на УЕФА). За националния отбор има 26 мача и 4 гола. Участник на СП'1986 в Мексико, където играе 4 мача и отбелязва гол, с който открива резултата на мача с Южна Корея, завършил наравно 1:1.

## Статистика
- Спартак (Варна) – 1977/78, 1 гол
- Белослав – 1978/79, 7 гола в Б група
- Спартак (Плевен) – 1979 – 88, 100 гола в А група
- ЦСКА – 1988/ес., 11 мача/8 гола
- Портимоненсе – 1989 – 91
- Етър – 1991/92, 2 гола
- Левски – 1992/93, 30 мача/26 гола
- Шумен – 1993 – 94, 20 гола
- Черно море – 1994/ес., 3 мача и 3 гола в Б група
- Спартак (Плевен) – 1995/96 – Б група – 16 мача, 10 гола

## Успехи

### Отборни
ЦСКА (София)
- А група (1): 1988/89
- Купа на България (1): 1988/89

Левски (София)
- А група (1): 1992/93

### Индивидуални
- Голмайстор на А група (2): 1984/85 (26 гола), 1992/93 (26 гола)